# 신사오현

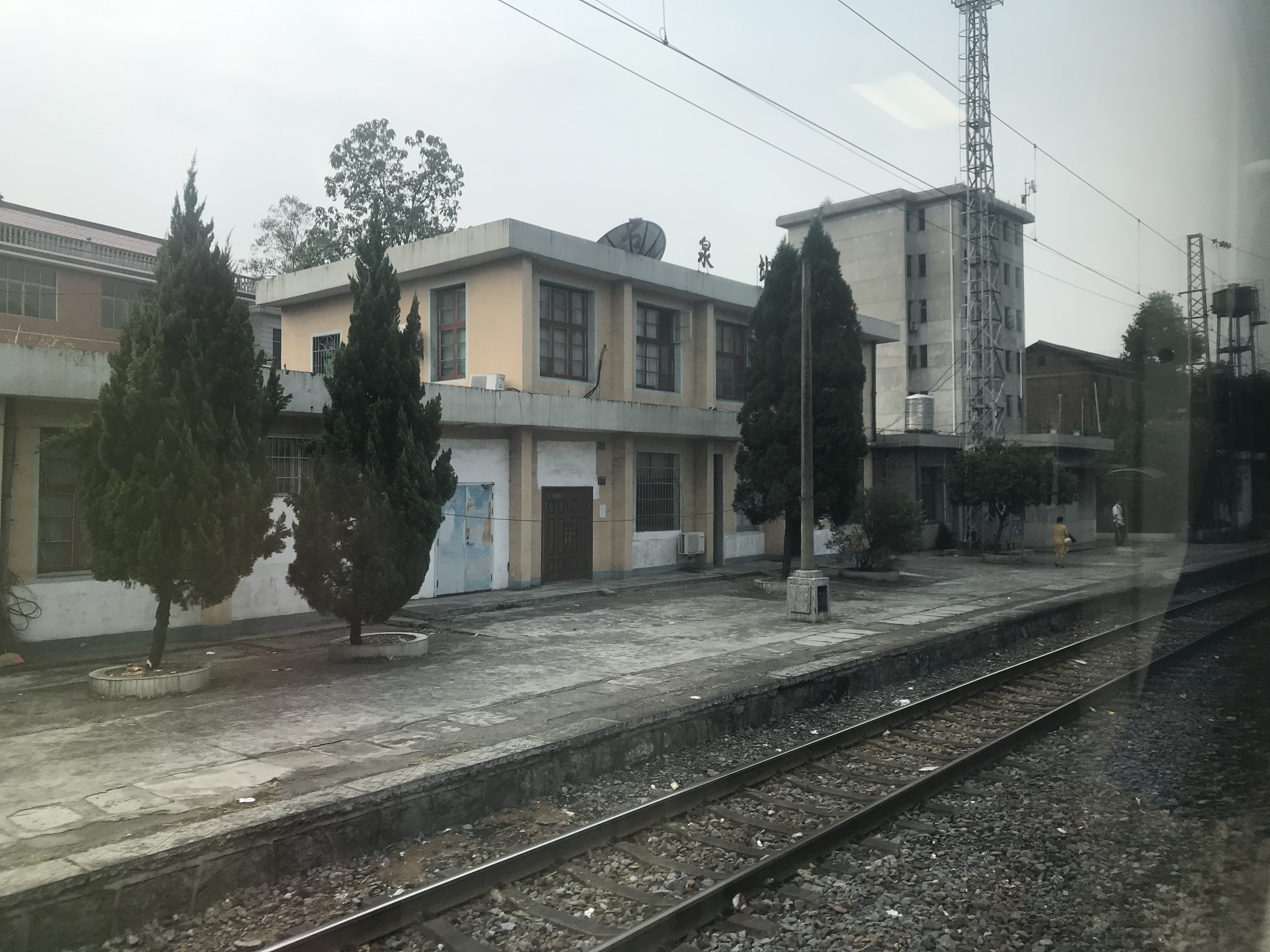

신사오현(한국어: 신소현, 중국어: 新邵县, 병음: Xīnshào Xiàn)은 중화인민공화국 후난성 사오양 시의 현급 행정구역이다. 넓이는 1763km2이고, 인구는 2007년 기준으로 760,000명이다.

## 행정 구역
11개 진, 4개 향을 관할한다.
- 진: 酿溪镇, 严塘镇, 雀塘镇, 陈家坊镇, 潭溪镇, 寸石镇, 坪上镇, 龙溪铺镇, 巨口铺镇, 新田铺镇, 小塘镇.
- 향: 潭府乡, 太芝庙乡, 大新乡, 迎光乡.